# Glyphembia guatemalae
Glyphembia guatemalae is een insectensoort uit de familie Anisembiidae, die tot de orde webspinners (Embioptera) behoort. De soort komt voor in Guatemala.
Glyphembia guatemalae is voor het eerst wetenschappelijk beschreven door Ross in 2003.